# Joghurt

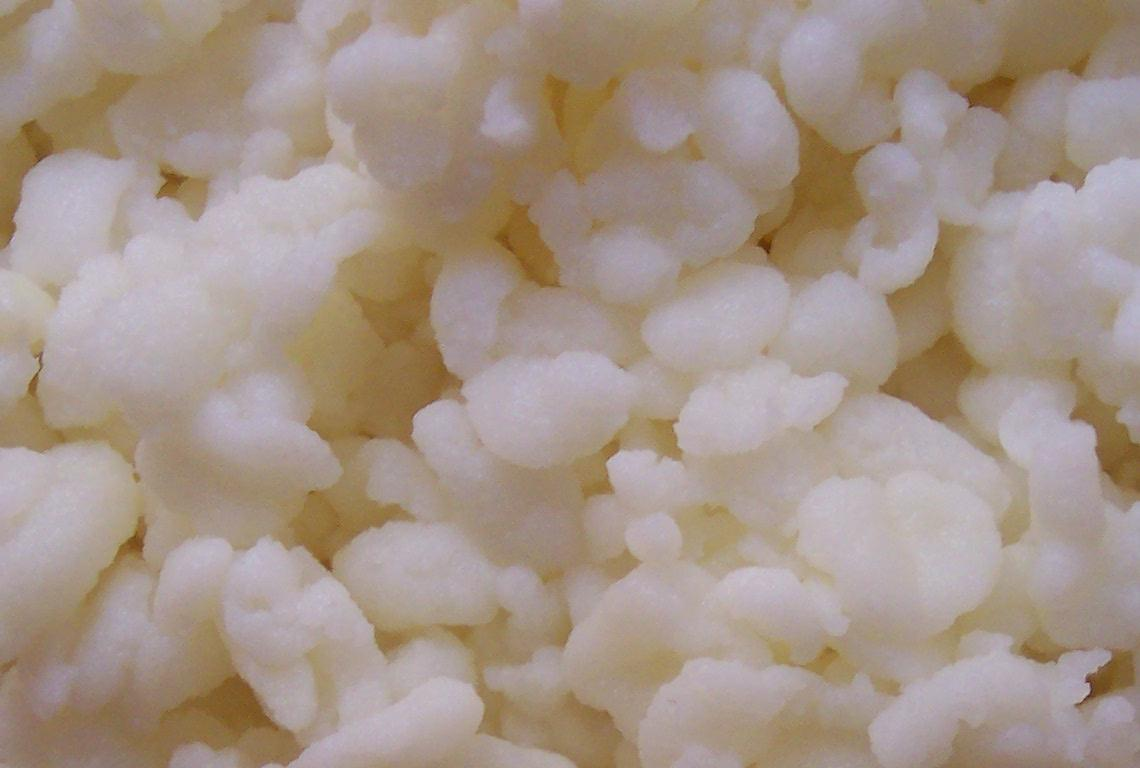
Lactobacillus bulgaricus

A joghurt kissé besűrített, 5% zsírtartalmú tejből, egyedi baktériumtenyészettel, úgynevezett joghurtkultúrával történő beoltás után, alvasztással készített tejtermék. Színe hófehér, aromája jellegzetes. Régi magyar neve – tarhó.

## Készítése
A joghurt készülhet házilag és ipari gyártással is, mindkét esetben baktériumkultúrát használnak. A joghurtkultúrával beoltott tejet 6-8 órán keresztül körülbelül 42-46 Celsius-fokos hőmérsékleten tartják, ugyanis a baktériumok eme hőmérsékleten szaporodnak a leggyorsabban. A kész joghurt kialakulásában két baktériumtörzs, a Lactobacillus bulgaricus és a Streptococcus thermophilus vesz részt.
A joghurthoz felhasznált tejet pasztörizálják, mert ez az eljárás biztosítja, hogy a tej joghurttá érlelésének az ideje alatt csak a joghurtkultúra baktériumai szaporodnak el, a tejben lévő egyéb szennyező és káros baktériumok viszont nem. Az érlelési folyamat alatt a baktériumok a tejcukor egy részét tejsavvá alakítják át, a fehérje pedig megalvad.

## Hasznossága
Az élő joghurtkultúrával készült joghurt regenerálja a bélflórát, s így fontos szerepet játszik az emésztésben. Egyes népszerű nézetek szerint a tejtermékek, köztük a joghurt káros hatásúak (ezek általában áltudományos, ezoterikus oldalakról származnak, ahol nélkülöznek mindenféle szakmaiságot és forrásjelöléseket), más nézetek szerint viszont alapos kutatások által igazolt állításokról van szó.